# Телефонный план нумерации Бразилии
Полный бразильский телефонный номер состоит из кода страны 55, двух цифр кода региона и 9-значного местного номера. Регулирующий орган — Национальное агентство телекоммуникаций (порт. Agência Nacional de Telecomunicações), сокращённо ANATEL.

## Порядок набора
При местных звонках используется местный 8-значный номер. При этом номера, начинающиеся на цифры от 2 до 5, выделены для стационарных телефонов, а от 6 до 9 — для мобильных.
Коды регионов в Бразилии двузначные, причём на цифру 1 чаще всего заканчиваются коды крупных городов. Например, код Сан-Паулу — 11, код Рио-де-Жанейро — 21, код Белу-Оризонти — 31.
При междугородных звонках требуется набрать 0, двузначный код оператора, двузначный код региона и местный 8-значный номер.
Список операторов дальней связи Бразилии:
- 12: CTBC
- 14: Brasil Telecom
- 15: Telefónica (Vivo)
- 17: Aerotech
- 21: Embratel
- 23: Intelig
- 25: GVT
- 31: Oi
- 32: Convergia
- 41: TIM
- 43: Sercomtel

## Общественные службы
Номера общественных служб трёхзначные и имеют вид 1xx:
- 100 — секретариат по правам человека
- 128 — стандартный номер службы спасения в Меркосур (в Бразилии переадресуется на 190)
- 190 — военная полиция
- 191 — федеральный дорожный патруль
- 192 — скорая помощь
- 193 — пожарные
- 194 — федеральная полиция
- 197 — гражданская полиция
- 198 — дорожный патруль штата
- 199 — гражданская оборона

В некоторых штатах действуют и другие номера на 1. В Сан-Паулу и других крупных городах номер 156 предназначен для обращений в городскую администрацию. Клиентские службы проводных операторов имеют вид 103xx, где xx — код оператора. Некоторые из таких номеров могут быть платными.

## Негеографические номера
Негеографические номера в Бразилии состоят из 3 цифр кода и 7 цифр номера. Обычно их записывают в виде 0XXXYYYYYYY.
- 300: звонки с фиксированной стоимостью
- 303: телеголосование, оплачивается как местный звонок
- 500: благотворительные звонки повышенной стоимости, максимум 30 реалов за пожертвование (номер телефона совпадает с суммой пожертвования) + 0.50 реала за звонок
- 800: бесплатные звонки
- 900: звонки повышенной стоимости

## Звонки за счёт вызываемого абонента
В Бразилии действует автоматическая система для совершения вызовов за счёт вызываемой стороны.
Для местного звонка за счёт вызываемого абонента требуется перед местным номером набрать префикс 9090.
Для междугородного звонка за счёт вызываемого абонента требуется вместо префикса 0 набрать 90.

## Переносимость номеров
С сентября 2008 года в Бразилии действует переносимость номеров. Абонент фиксированной телефонной сети может без изменения номера менять адрес, оператора или тарифный план в пределах одного кода региона. Абонент мобильной сети может без изменения номера поменять оператора или тарифный план в пределах одного кода региона.